# Bessas (general)
Bessas (em grego: Βέσσας; antes de 480 - após 554) foi um general bizantino de origem gótica da Trácia, ativo principalmente sob Justiniano (r. 527–565). Distinguiu-se contra o Império Sassânida na Guerra Ibérica e sob o comando de Belisário na Guerra Gótica, mas após a partida de Belisário da península Itálica falhou em confrontar os godos insurgentes e foi amplamente responsável pela perda de Roma em 546. Retornando para o Oriente em desgraça, apesar de sua idade avançada foi nomeado como comandante na Guerra Lázica. Lá, se redimiu com a recaptura de Petra, mas sua ociosidade subsequente levou Justiniano a demiti-lo e exilá-lo na Abásgia.

## Vida

### Origem
De acordo com Procópio de Cesareia, Bessas nasceu na década de 470 e veio de uma família gótica nobre estabelecida há muito tempo na Trácia, oriunda daqueles godos que não seguiram Teodorico (r. 474–526) quando deixou o Império Bizantino para invadir a Itália, então mantida por Odoacro, em 488. Procópio notou sua fluência em gótico, mas outro escritor contemporâneo, Jordanes, afirmou que veio do assentamento de Castro de Marte, que tinha indivíduos sármatas, cemandros e certamente hunos (Gética 265). A evidência foi interpretada de diversas formas, com a maioria dos comentaristas modernos preferindo assumir uma identidade gótica. No entanto, de acordo com Patrick Amory, é impossível a partir das fontes em mão tirar qualquer conclusão definitiva sobre a etnicidade. Amory sustentou que Bessas era típico exemplo de "identidade etnográfica embaçada" evidenciada nas populações balcânicas do século VI, especialmente entre os militares.

### Carreira no Oriente

Fronteira romano-persa até 565

Muito pouco é conhecido do início da vida e carreira de Bessas: juntou-se ao exército em sua juventude e de acordo com Procópio já era "experiente na guerra" por 503, quando a Guerra Anastácia eclodiu. Tomou parte na guerra como oficial, mas nada se sabe sobre suas façanhas. Provavelmente seria identificado com o conde de mesmo nome que foi citado numa carta do bispo Jacó de Batnas. Se esta identificação é válida, então Bessas foi um quiçá um monofisista moderado. Reapareceu em 531, durante a Guerra Ibéria, quando foi nomeado duque da Mesopotâmia, com Martirópolis como sua base. Liderou 500 cavaleiros contra a força de 700 infantes liderada por Gadar e Isdigerdes que guardava o mesmo setor da fronteira. Os bizantinos atacaram os persas em Bete Helte, próximo ao Tigre, e derrotam-nos, matando Gadar e levando Isdigerdes cativo. Bessas então atacou a província de Arzanena e retornou para Martirópolis. Em retaliação, o xá Cavades I (r. 498–531) ordenou que o vitaxa de Arzanena, Hormisda, organizasse a contraofensiva e grande exército foi enviado contra Martirópolis sob comando de três generais seniores, Aspebedes, Mermeroes e Canaranges. Os persas sitiaram a cidade no outono, mas a guarnição, sob Bessas e Buzes, manteve-se firme. A aproximação do inverno, a chegada de reforços de Amida e a notícia da morte do xá forçaram os comandantes persas a levantar o cerco (em novembro ou dezembro). Logo após sua retirada, uma força de hunos sabires, que Mir-Guirovi contratou como mercenários para os persas, invadiu e saqueou o território imperial até Antioquia, mas Bessas a atacou e destruiu, capturando 500 cavalos e muito saque.

### Ações na Itália

Mapa dos movimentos militares durante os primeiros anos da Guerra Gótica

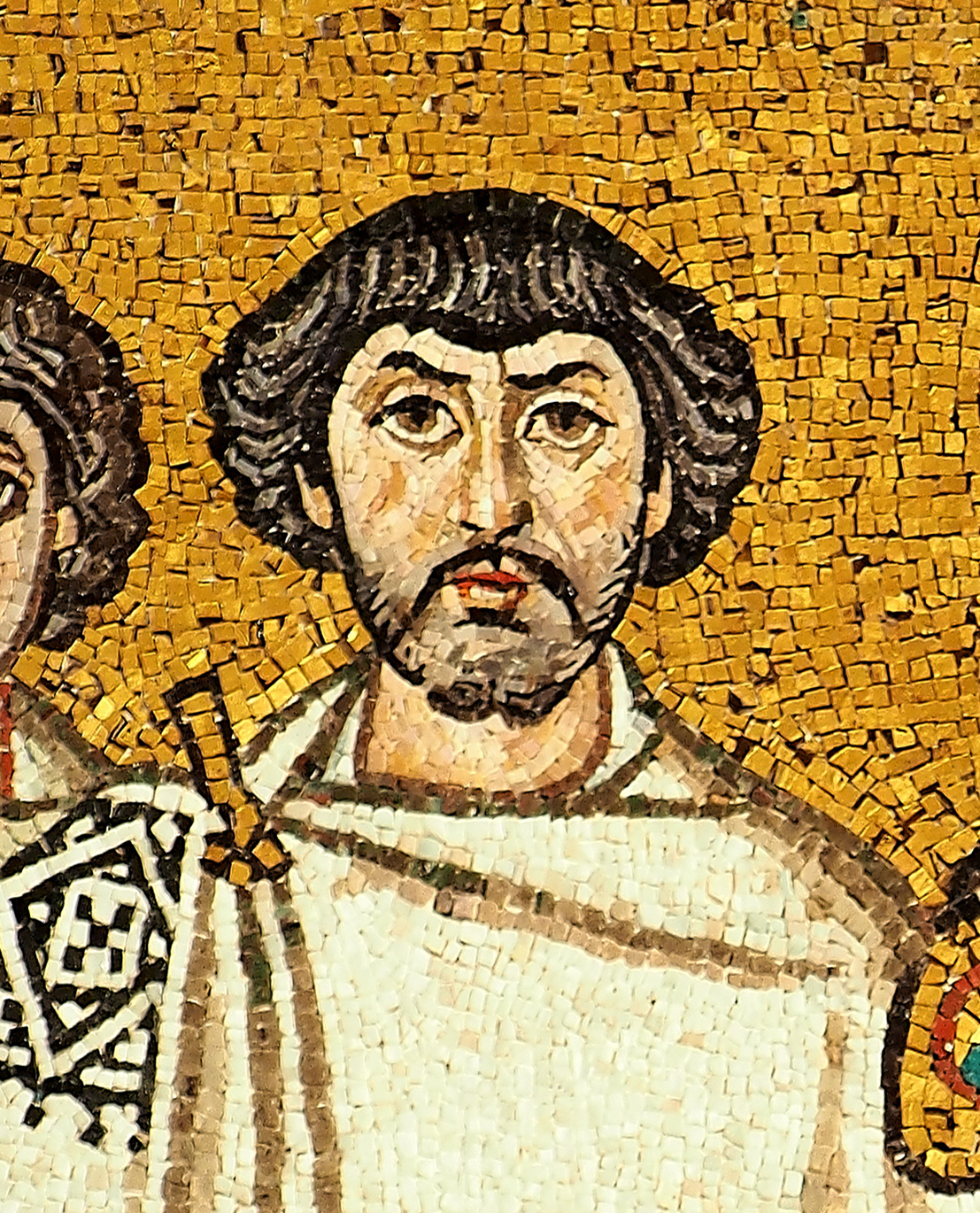
Belisário em detalhe dum mosaico da Basílica de São Vital

Em 535, foi nomeado como um dos tenentes de Belisário (junto de Constantino e Perânio) na expedição contra o Reino Ostrogodo da península Itálica. Acompanhou Belisário nos estágios iniciais da campanha, da Sicília ao cerco de Nápoles, e estava presente na queda desta última, em novembro. De lá, o exército avançou para Roma. Belisário enviou Constantino e Bessas para capturar várias cidades periféricas, mas quando soube que o novo rei gótico, Vitige, estava marchando contra Roma, chamou-os de volta. Bessas ficou por um tempo perto da cidade de Narmi, que controlava a rota direta à capital gótica, Ravena, ao longo dos Apeninos para Roma, e lá derrotou a vanguarda gótica numa escaramuça. No subsequente cerco de Roma, liderou tropas na Porta Prenestina e distinguiu-se em algumas escaramuças. Nada é sabido sobre seu papel nos eventos subsequentes até 540, exceto que foi provavelmente nessa época que foi elevado ao posto de patrício. No início de 538, tinha protegido Belisário quando Constantino tentou matá-lo durante uma disputa, mas em 540, quando Belisário estava se preparando para entrar em Ravena sobre pretensão de aceitar a oferta gótica para tornar-se imperador ocidental, sentiu claramente que não podia confiar em Bessas e o enviou com outros generais problemáticos, tais como João e Narses, para ocupar locais remotos na Itália.
Bessas ficou na Itália após a saída de Belisário em meados de 540. Justiniano não nomeou um comandante geral sobre os generais que ficaram para trás, e como resultado se retiraram para várias cidades e negligenciaram subjugar os ostrogodos remanescentes no norte da Itália, que agora se reuniam em torno de Ildibaldo. Ildibaldo marchou em Treviso e destroçou uma força bizantina sob Vitálio, quando então Bessas avançou com suas tropas para Placência. No final de 541, após Tótila tornar-se reis dos godos, Bessas e os outros comandantes bizantinos se reuniram em Ravena para coordenar os seus esforços, mas as tropas bizantinas foram repelidas de Verona e derrotadas em Favência pelos godos de Tótila, que invadiram a Toscana, ameaçando Florença, mantida por Justino. Bessas, junto com João e Cipriano, marchou em auxílio de Justino. Os godos partiram, mas como os bizantinos os perseguiram, caíram sobre eles e os repeliram. Os comandantes bizantinos dispersaram-se para várias cidades e abandonaram um ao outro a sua sorte. Bessas retirou-se com suas forças para Espoleto.
Nada de sabe sobre ele até o começo de 545, quando foi citado como comandante da guarnição de Roma. Junto do general Conão, foi responsável pela defesa da cidade durante o cerco por Tótila em 546. Durante o cerco, restringiu-se à defesa passiva, recusando atacar fora dos muros mesmo quando Belisário, que desembarcou em Porto, ordenou que o fizesse. Como resultado, as tentativas de Belisário para socorrer Roma falharam. Procópio fortemente criticou Bessas pela negligência com os cidadãos de Roma e acusou-o de enriquecer com a venda de grãos que acumulou às pessoas famintas por preços exorbitantes. A população civil estava tão exausta pelo fome que quando finalmente permitiu a saída daqueles que quisessem, muitos simplesmente morreram na beira da estrada, enquanto outros foram mortos pelos godos. Também foi negligente na conduta da defesa, e permitiu que as medidas de segurança afrouxassem: os guardas dormiam em seus postos, e patrulhas foram interrompidas. Isto possibilitou que quatro soldados isauros falassem com Tótila, e em 17 de dezembro, a cidade foi entregue. Bessas conseguiu fugir com a maior parte da guarnição, mas o tesouro que acumulou foi deixado para trás para os godos desfrutarem. Depois de seu péssimo desempenho na Itália, foi aparentemente chamado de volta para Constantinopla.

### Retorno ao Oriente e comando em Lázica

Mapa do Reino de Lázica

Em 549, uma grande exército bizantino sob o mestre dos soldados da Armênia Dagisteu falhou em capturar a estratégica fortaleza de Petra em Lázica, mantida pelos persas. Consequentemente, em 550, para surpresa geral - e considerável criticismo, tendo em vista a sua idade avançada e o caso em Roma - Justiniano nomeou Bessas como sucessor de Dagisteu e confiou-lhe o comando da guerra em Lázica. Primeiro enviou uma força expedicionária para suprimir a rebelião entre os abasgos, que eram vizinhos de Lázica ao norte. A expedição, sob João Guzes, foi bem sucedida, e o líder abasgo Opsites foi forçado a fugir através do Cáucaso aos sabires.  Na primavera de 551, após um longo cerco e em grande parte graças à sua própria perseverança e coragem, os bizantinos e seus aliados sabires (cerca de seis mil tropas) capturaram Petra. Poucos persas continuaram a resistir na cidadela, mas Bessas ordenou que fossem incendiados. Depois desta vitória, ordenou que os muros da cidade fossem arrasados.
Se a captura de Petra resgatou Bessas aos olhos dos contemporâneos, suas ações subsequentes mancharam-no novamente: em vez de seguir o seu sucesso e capturar as passagens montanhosas que conectavam Lázica com a província persa da Ibéria, retirou-se à província romana de Pôntica e ocupou-se com a administração. A inatividade permitiu que os persas sob Mermeroes consolidassem o controle persa sob a parte oriental de Lázica. As forças bizantinos em Lázica retiraram-se para oeste, à boca do Fásis, enquanto os lazes, incluindo o rei Gubazes II e sua família, procuraram refúgio nas montanhas. Apesar de suportar condições adversas no inverno de 551-552, Gubazes rejeitou a paz oferecida pelos emissários de Mermeroes. Em 552, os persas receberam reforços substanciais, mas os ataques deles nas fortalezas mantidas pelos bizantinos e os lazes foram repelidos. Bessas reapareceu na campanha de 554, quando foi nomeado comandante conjunto com Martinho, Buzes e Justino, mas logo protestou a Justiniano sobre a incompetência dos generais bizantinos. Foi demitido, sua propriedade foi confiscada e foi enviado em exílio aos abasgos. Nada se mais se sabe sobre ele depois disso.